# Mercedes-Benz L 319
Il Mercedes-Benz  L 319 è un veicolo commerciale leggero prodotto dal 1955 al 1968 dalla casa automobilistica tedesca Mercedes-Benz.

## Descrizione
Più grande di un normale furgone, ma più piccolo di un camion dell'epoca, è stato il primo modello del produttore tedesco in questa categoria di veicoli. L319 è stato offerto in un'ampia gamma di varianti, tra cui erano disponibili anche versioni speciali come camion per i pompieri o come minibus, quest'ultima versione era chiamata Mercedes-Benz O 319.
Nel 1963 la denominazione L 319 fu abbandonata e venne rinominato come L 405 (per le versioni diesel) e L 407 (per quelle a benzina). C'erano anche un L 406 e un L 408.
Inizialmente i furgoni venivano assemblati nello stabilimento di Sindelfingen. Tuttavia nel 1958, la Mercedes acquisì dalla Auto Union lo stabilimento di Düsseldorf e vi trasferì progressivamente la produzione di veicoli commerciali. La produzione del L319 viene trasferita a Düsseldorf nel 1961.
Il furgone è stato assemblato anche a Vitoria in Spagna e a Port Melbourne in Australia. La versione minibus è stata assemblata in Iran dalla Iran National Company.